# Oscar Melchior Schoebel
Oscar Melchior Schoebel (Jordansmühl, actualment Jordanów Śląski a Polònia, 13 de gener de 1850 - Kansas, Estats Units, 5 de novembre de 1934) fou un pianista i compositor alemany. Estudià en diversos centres musicals i literaris, i el 1882 passà als Estats Units, establint-se a Attica (Indiana) com a professor de piano i violí. De 1892 a 1902 fou director del Conservatori de música de Holton (Kansas). Va compondre l'òpera La Capitana peces per a piano i violí, melodies vocals, antífones, etc. És autor, a més, de l'obra didàctica The Piano Teacher (1908).